# Bert Vogelstein

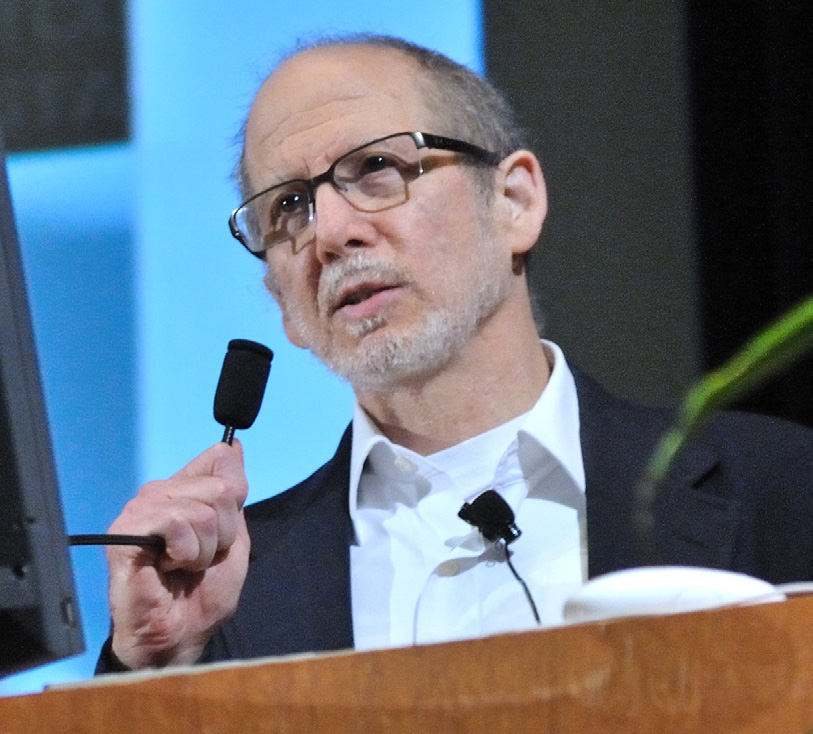
Bert Vogelstein, 2013

Bert Vogelstein (* 2. Juni 1949 in Baltimore, Maryland, USA) ist ein US-amerikanischer Krebsforscher an der Johns-Hopkins-Universität in Baltimore, Maryland, USA.
Bert Vogelstein erlangte seinen Bachelor-Abschluss 1970 an der University of Pennsylvania und seinen Medical Doctor 1974 an der Johns Hopkins University. Danach arbeitete er zunächst als Kinderarzt am Johns Hopkins Hospital (Internship 1974/75, Residency 1975/76, beides in Pädiatrie), bevor er für zwei Jahre von 1976 bis 1978 ans National Cancer Institute wechselte. Er kehrte zurück ans Johns-Hopkins-Hospital, diesmal in die Onkologie. 1978 wurde er dort Assistant Professor, 1983 Associate Professor und 1989 wurde er zum Professor für Onkologie ernannt.
Seine Entdeckung, dass Darmkrebs sich aus gutartigen Polypen entwickelt (die sog. Adenom-Karzinom-Sequenz), hat das Screeningverfahren für Darmkrebs mit Hilfe der Darmspiegelung revolutioniert. Bewiesen wurde diese Sequenz durch die endoskopische Polypektomie (Entfernung von Polypen), die erstmals 1969 durch Peter Deyhle in Erlangen durchgeführt wurde.
Vogelstein war im Zeitraum von 1994 bis 2004 laut dem Institute for Scientific Information der meistzitierte klinische Mediziner der Welt.

## Auszeichnungen und Mitgliedschaften
- 1992: Wahl in die American Academy of Arts and Sciences
- 1992: Wahl in die National Academy of Sciences, USA
- 1992: Gairdner Foundation International Award
- 1993: Richard Lounsbery Award
- 1994: Howard Taylor Ricketts Award
- 1994: George M. Kober Lecture
- 1994: Passano Award[1]
- 1995: Wahl in die American Philosophical Society[2]
- 1998: Louisa-Gross-Horwitz-Preis der Columbia University
- 1998: William Allan Award
- 1998: Paul-Ehrlich-und-Ludwig-Darmstaedter-Preis
- 2000: Charles S. Mott Prize
- 2001: Harvey Prize des Technion in Israel
- 2004: Prinz-von-Asturien-Preis
- 2007: Pasarow Award
- 2011: Charles Rodolphe Brupbacher Preis für Krebsforschung
- 2013: Breakthrough Prize in Life Sciences
- 2015: Dr. Paul Janssen Award for Biomedical Research
- 2018: Dan-David-Preis
- 2019: Gruber-Preis für Genetik
- 2019: Albany Medical Center Prize
- 2020: Jessie Stevenson Kovalenko Medal
- 2021: Japan-Preis